# Cyathula schimperiana
Cyathula schimperiana är en amarantväxtart som beskrevs av Horace Bénédict Alfred Moquin-Tandon. Cyathula schimperiana ingår i släktet Cyathula, och familjen amarantväxter.

## Underarter
Arten delas in i följande underarter:
- C. s. subfusca
- C. s. burthiana
- C. s. tomentosa